# Hôtel Diplomat
L’hôtel Diplomat est un hôtel 5 étoiles de Stockholm.

## Situation et accès
L’hôtel est situé sur l’avenue Strandvägen, dans le quartier Östermalm, face au port de Nybroviken.
Il est desservi par les lignes 10, 11, 13 et 14 du métro de Stockholm, par les lignes de bus 54, 57, 69, 76 et par la ligne 7 du tramway.

## Origine du nom
L’hôtel doit son nom au fait qu’il a accueilli, avant d’être transformé en résidence hôtelière, diverses représentations diplomatiques.

## Histoire
Construit en 1907-1911 par le cabinet d'architectes Hagström & Ekman, le bâtiment est transformé en hôtel en 1966, détenu depuis quatre générations par la famille Malmström.

## Galerie

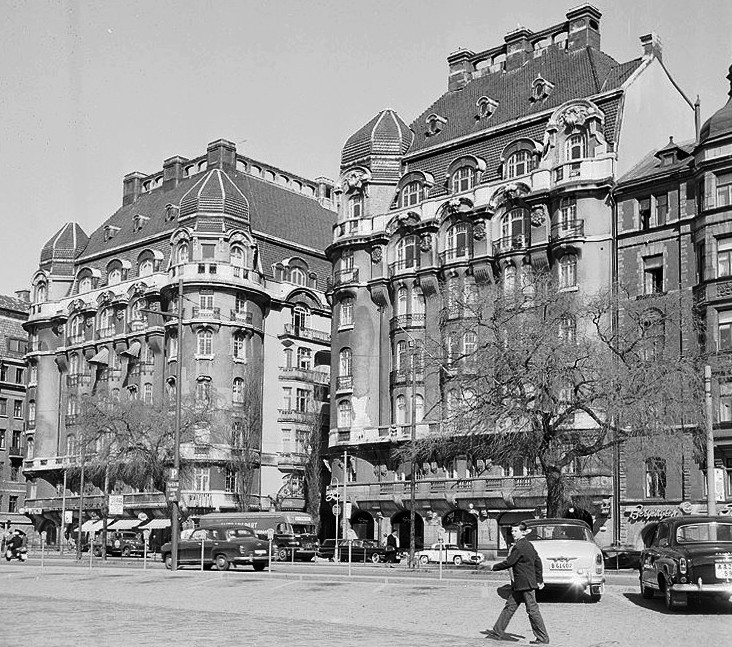
Dans les années 1960.
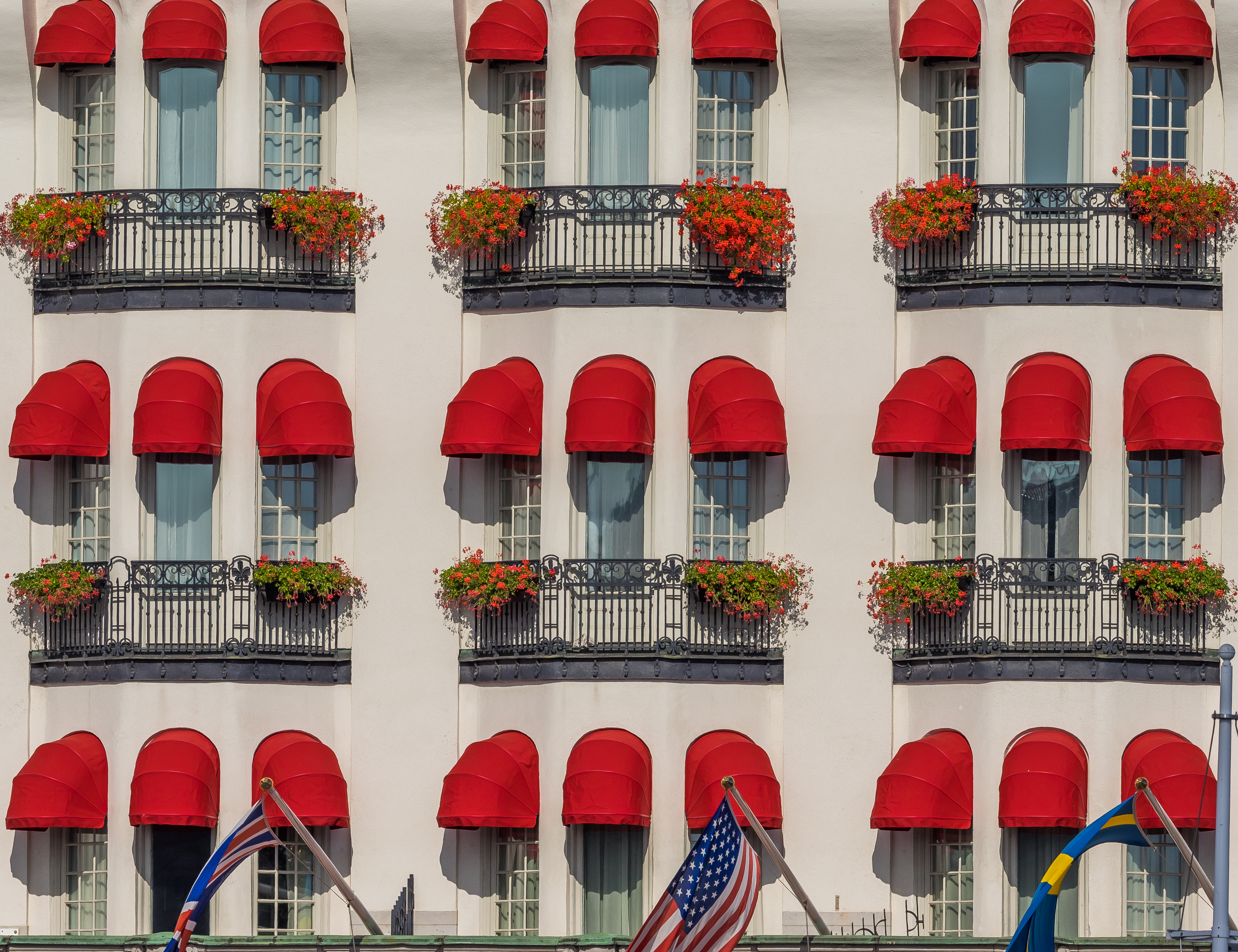
Façade (détail).
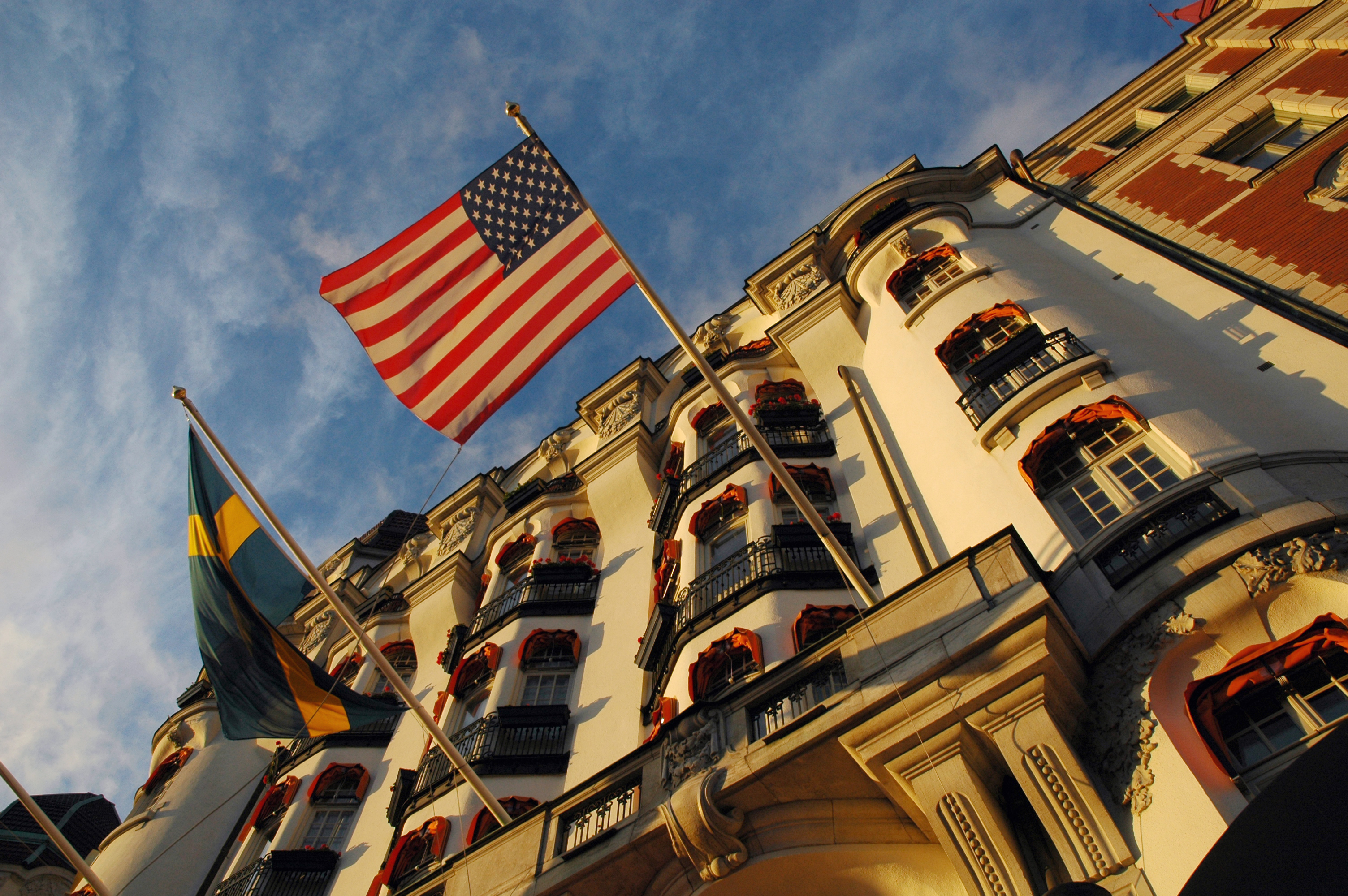
Des drapeaux sur la façade.
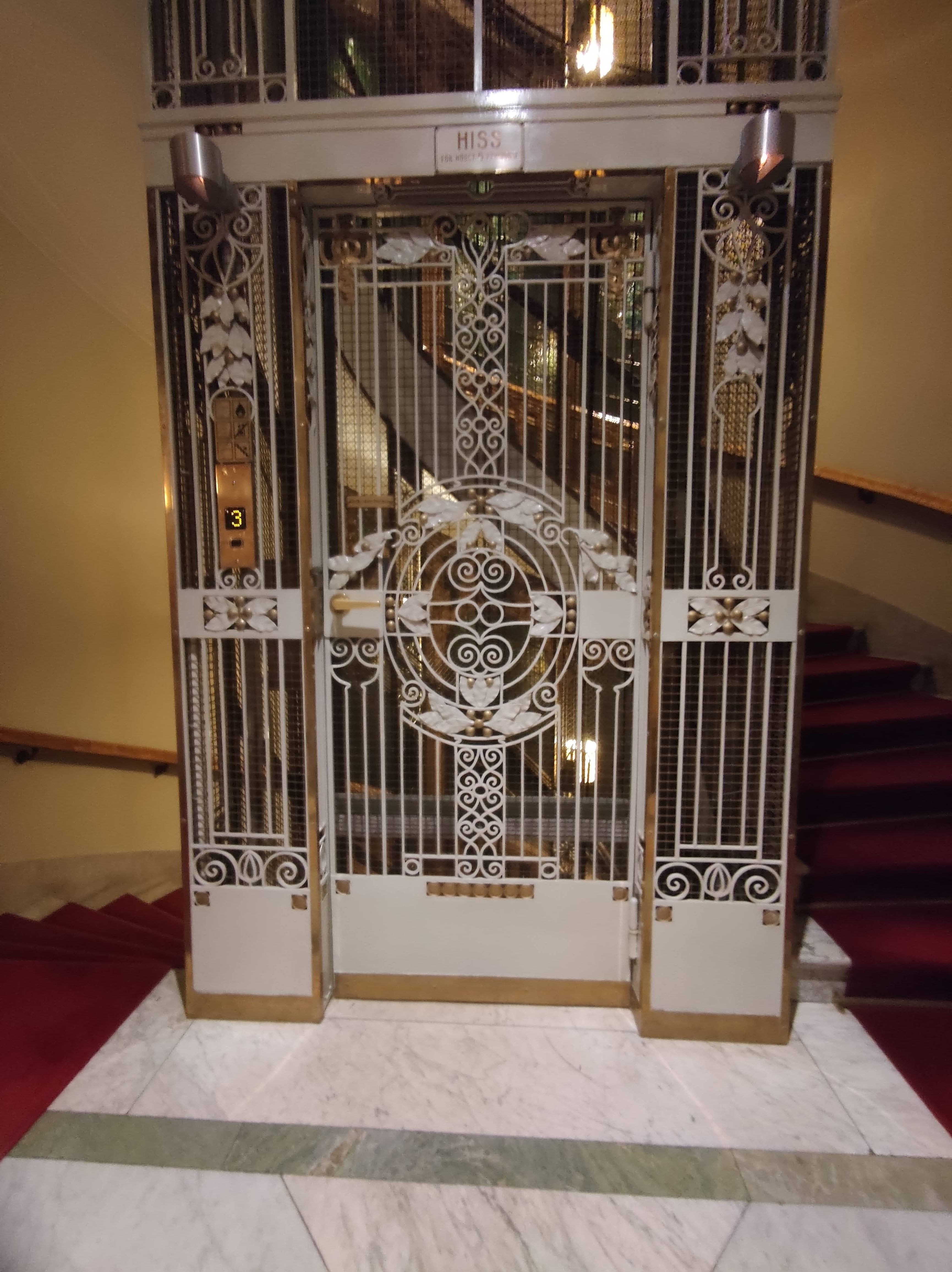
Ascenseur.
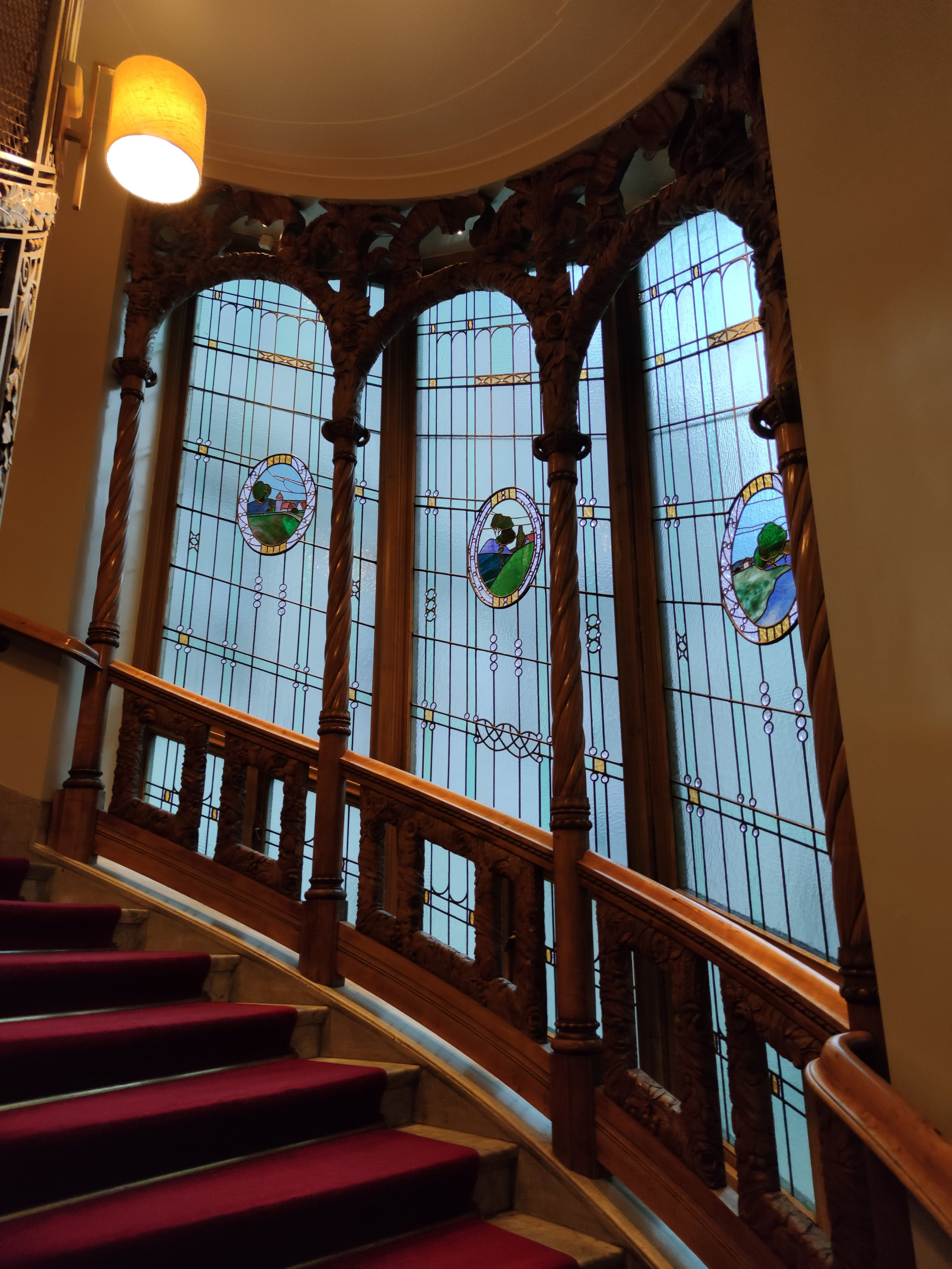
Escalier.
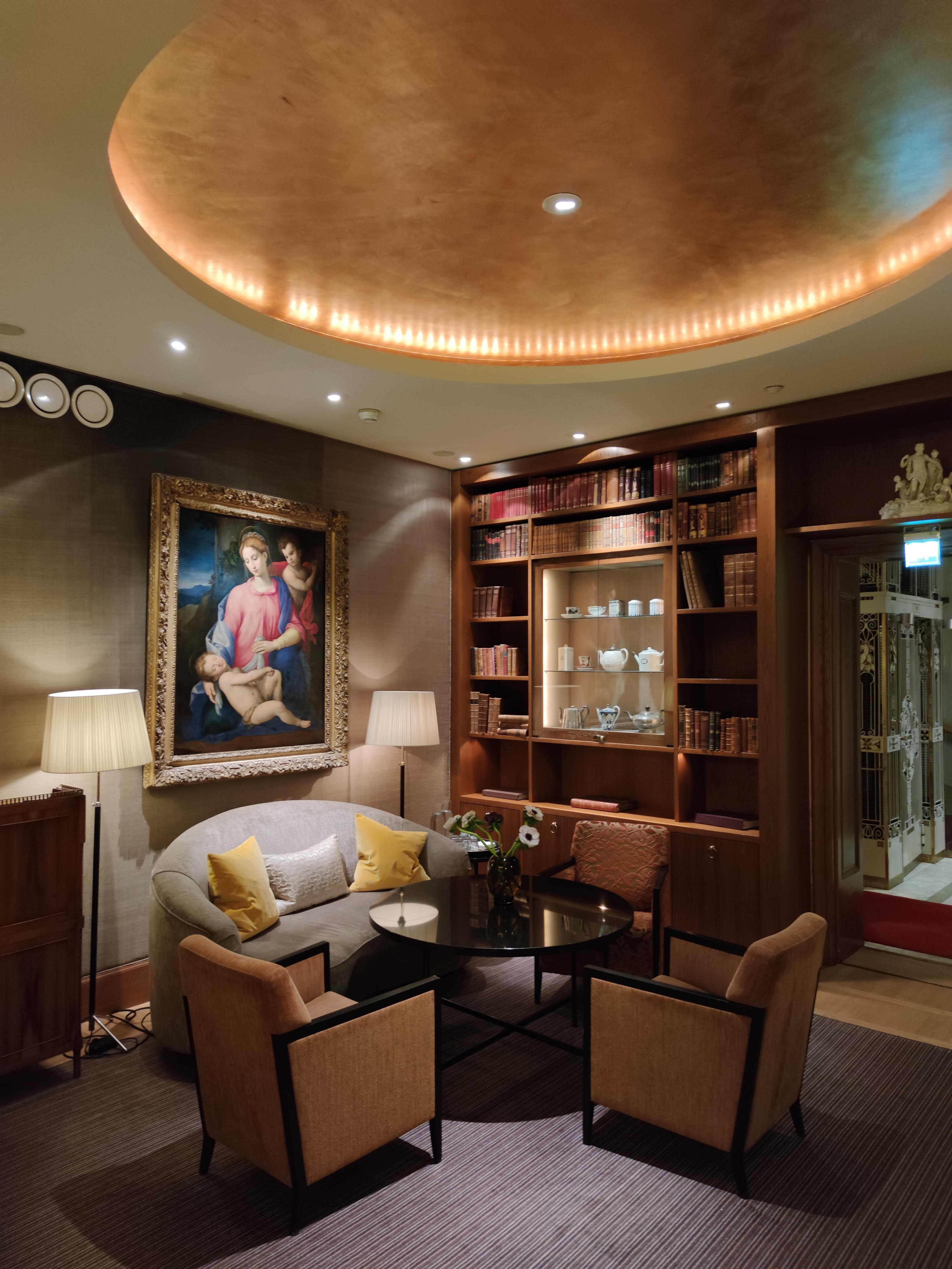
Salon.